# Église Saint-Joseph de Gafsa
L'église Saint-Joseph de Gafsa, située dans la ville de Gafsa en Tunisie, est une église catholique bâtie en 1912 à l'époque du protectorat français. Cédée au gouvernement tunisien au moment des nationalisations des compagnies minières, elle est actuellement utilisée par la municipalité d'El Ksar.

## Premiers lieux de culte
Dès la conquête en 1881, l'armée française comprend que l'oasis de Gafsa est une position stratégique idéale pour contrôler le sud-ouest du pays. Les premiers fidèles chrétiens sont donc les militaires et les commerçants qui les suivent. Dès le 28 août 1882, le capitaine-major du 46e régiment sollicite des prêtres pour Gafsa en spécifiant que « nos habitudes irréligieuses font, je crois, plus de mal que de bien, même en ce pays de foi musulmane ». La paroisse de Gafsa est donc créée dès 1883 et on envoie sur place des aumôniers militaires pour monter une école et dire la messe dans la chapelle du camp militaire.
Un premier lieu de culte en dehors de l'enceinte militaire est trouvé lorsque le curé loue un local attenant à une zaouïa mais les exigences du propriétaire musulman qui refuse tout signe religieux à l'extérieur comme à l'intérieur du local le font renoncer à cette option. En 1899, la décision de l'autorité militaire de détruire le baraquement de planches qui servait de lieu de culte décide le prêtre à demander au gouvernement l'octroi d'une subvention de 4 000 francs pour bâtir une église. Sa demande est refusée mais, en compensation, la direction de l'agriculture lui offre un terrain pour la future construction de l'édifice. En attendant, les autorités militaires autorisent l'ouverture d'un lieu de culte à destination de la population civile dans la kasbah de la ville.

## Construction de l'église

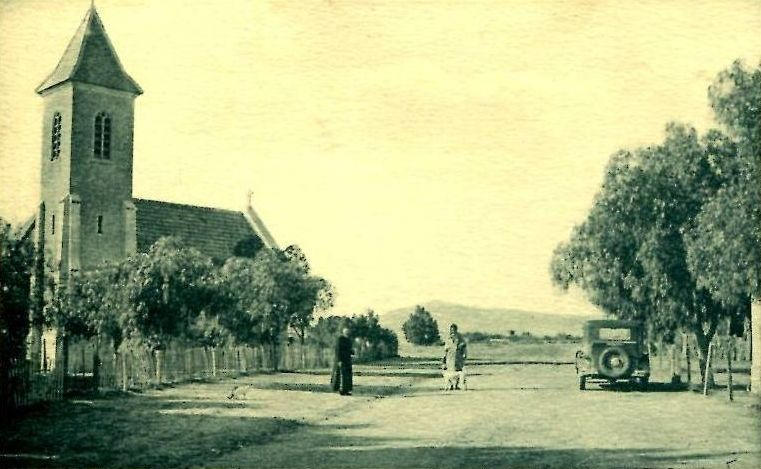
Vue de l'église dans les années 1930.

La découverte des gisements de phosphate par Philippe Thomas en 1886 dans les gorges de Selja va permettre de débloquer la situation. Pour exploiter le minerai, la Compagnie des phosphates et des chemins de fer de Gafsa est créée. De nombreux ingénieurs et techniciens français s'établissent sur place. Une main d'œuvre venue d'Italie, de Malte et d'Espagne complète cette présence chrétienne naissante. C'est donc la compagnie qui décide de financer la construction de l'édifice. On choisit de l'implanter au milieu de la cité ouvrière, à El Ksar, un petit village situé à un kilomètre au sud-ouest de la ville, à proximité de la gare de la ligne de chemin de fer qui dessert les mines.
L'église est inaugurée en 1912 par l'archevêque de Carthage, Mgr Clément Combes. Elle est placée sous le patronage de saint Joseph qui a été un « modèle de l'ouvrier, dans l'humble atelier de Nazareth où il vécut d'un rude et constant travail ».
C'est une église de style néo-roman qui a pour particularité d'avoir son clocher placé à côté du chœur, une disposition qu'on ne retrouve en Tunisie que pour les églises de La Goulette et Tebourba.
|      | Baptêmes | Mariages | Sépultures |
| ---- | -------- | -------- | ---------- |
| 1900 | 20       | 5        | 14         |
| 1910 | 0        | 0        | 0          |
| 1920 | 47       | 14       | 11         |
| 1930 | 38       | 11       | 4          |
| 1940 | 35       | 7        | 9          |
| 1950 | 52       | 9        | 14         |
| 1960 | 9        | 3        | 3          |

## Bâtiment après l'indépendance
L'église de Gafsa appartenant à la compagnie des phosphates échappe aux nationalisations des églises et des biens européens de 1964, mais les départs des ouvriers européens sont nombreux. Peu à peu, les églises des paroisses minières environnantes ferment tour à tour. L'église de Gafsa est la dernière à célébrer les offices chrétiens.
Les mines sont finalement nationalisées ainsi que leur patrimoine immobilier et le personnel européen renvoyé. L'église de Gafsa est désormais un édifice administratif utilisé par la municipalité d'El Ksar.

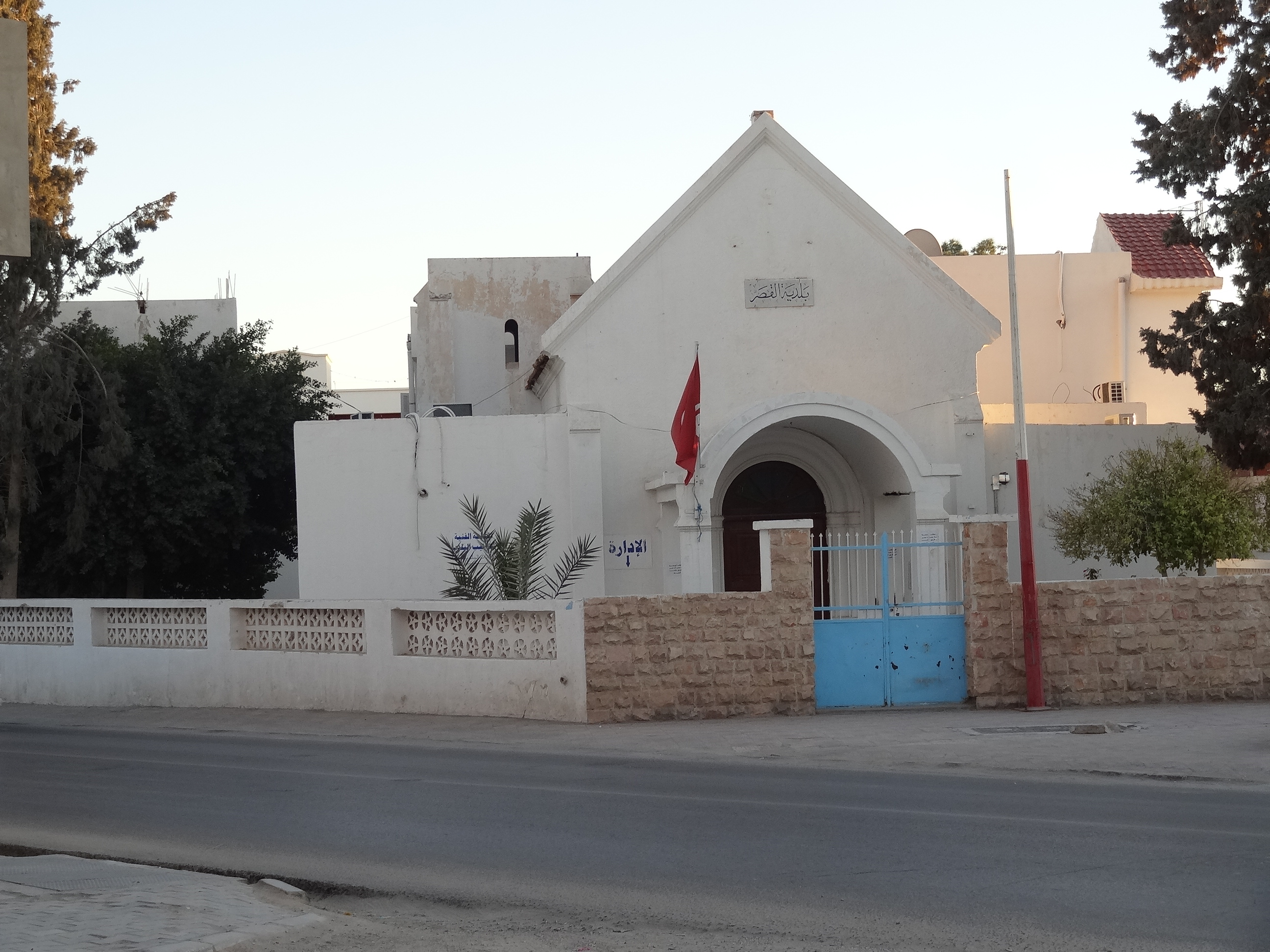
Entrée de l'église.
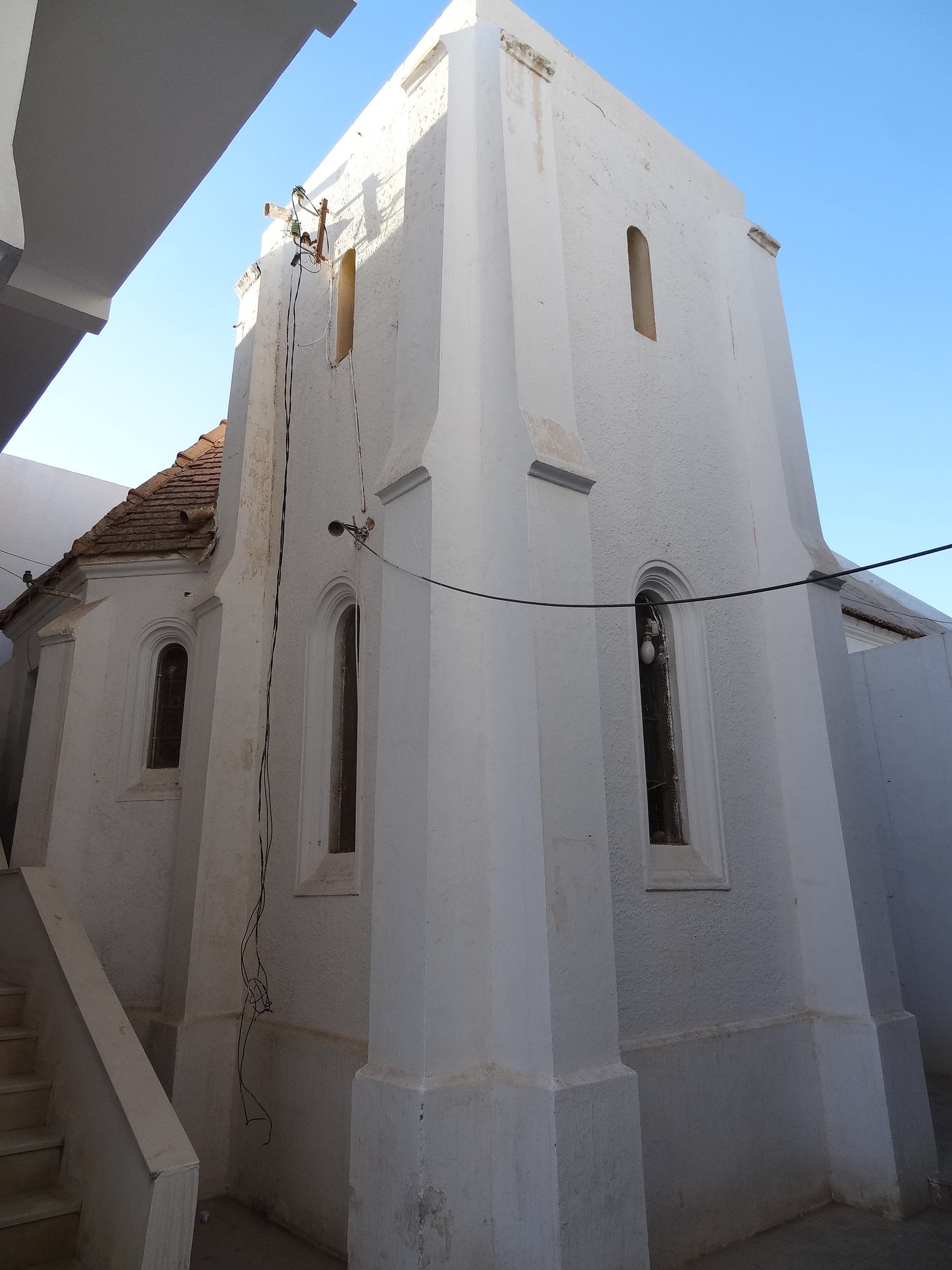
Clocher de l'église.
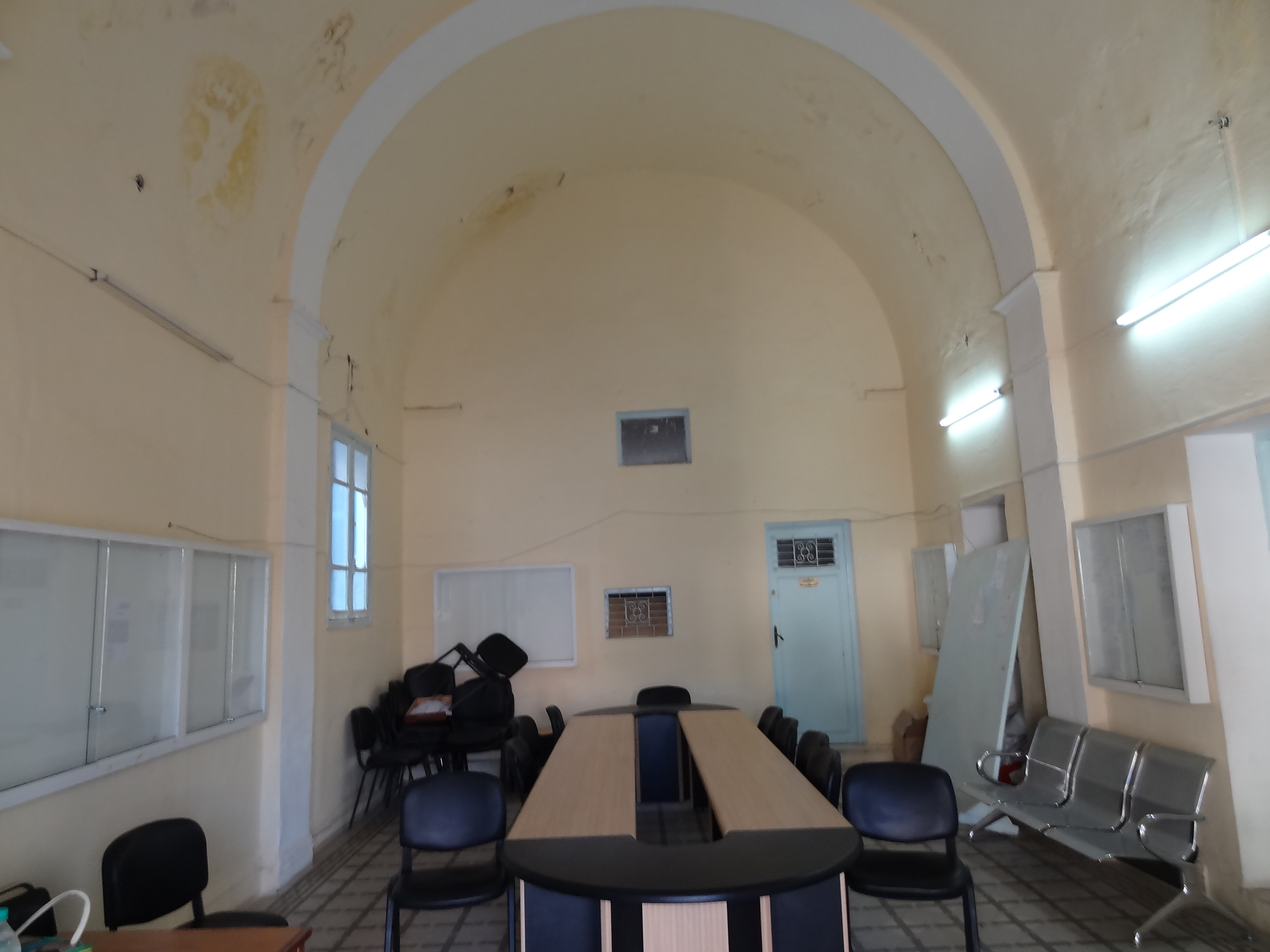
Intérieur de l'église.